# إيسيدرو مونتويا
إيسيدرو مونتويا (بالإسبانية: Isidro Montoya) هو منافس ألعاب قوى كولومبي، ولد في 3 أكتوبر 1990 في Turbo, Colombia ‏ في كولومبيا.

## وصلات خارجية
- إيسيدرو مونتويا على موقع الاتحاد الدولي لألعاب القوى (الإنجليزية)
- إيسيدرو مونتويا على موقع أوليمبيديا (الإنجليزية)